# Srath Dionard
Der Srath Dionard ist ein Fluss im äußersten Nordwesten Schottlands. Er entspringt am gleichnamigen Loch Dionard am Südostfuß des Foinavens und mündet im Kyle of Durness, einem schmalen Fjord des Atlantiks.

## Etymologie
Das Schottisch-Gälische männliche Substantiv srath bedeutet Fluss. Meist ist hiermit ein flacher, breiter Fluss oder dessen Tal gemeint. Srath kann auch eine Wiese, eine Marsch oder eine Flussniederung/Flussebene bezeichnen. Die Herkunft von dionard ist nicht eindeutig. Möglicherweise leitet sich das Wort vom Norwegischen dyn fjǫrðr ab – mit der Bedeutung unruhiger, lauter Fjord.

## Beschreibung
Der etwa 15,5 Kilometer lange Srath Dionard – auch Strath Dionard, Dionard River oder Abhainn Dionard bzw. Amhainn Dionard – durchfließt den Nordwesten von Sutherland. Seine Quelle liegt auf 108,8 Meter am Ausfluss des Loch Dionards am Südostabbruch des Foinavens. Sein durchschnittliches Gefälle beträgt 0,007 bzw. 7 ‰.
Der teilweise leicht mäandrierende Fluss entwässert anfangs auf etwa 6,5 Kilometer in nordnordwestlicher Richtung  – zwischen Foinaven zur Linken und Cranstackie zur Rechten. Am Nordwestfuß des Cranstackies vollzieht er sodann eine Richtungsänderung nach Norden, um dann nordwestlich des Beinn Spionnaidhs gen Nordosten wegzubiegen. Nach weiteren 7 Kilometern erreicht der Fluss schließlich den Kyle of Durness. Der Kyle ist ein sehr flacher Fjord, der bei Eilean Dubh in die Balnakeil Bay des Atlantiks öffnet. Bei Ebbe ist die Fortsetzung des sich windenden Flusslaufs in Richtung offener See zwischen den trockenfallenden Sandbänken gut zu erkennen.
Der Srath Dionard besitzt keine nennenswerte Zuflüsse, er empfängt aber beidseitig kleinere Bäche, wie beispielsweise linkerhand den Coire Duail vom Foinaven.
Der Fluss bildet die Trinkwasserversorgung der Ansiedlungen Carbreck (Carraigbhreac), Gualin House und Lairg.

### Quellregion

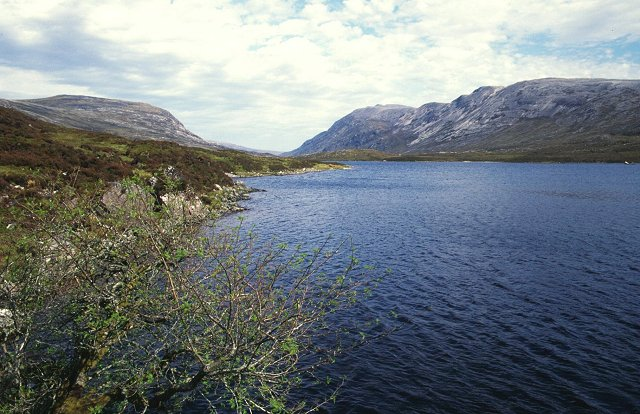
Der Loch Dionard von Südsüdosten. An seinem Nordausgang entspringt der Srath Dionard. Rechterhand der Cranstackie, links der Creag Dionard.

Der Loch Dionard wird wiederum vom Allt an Easain Ghill gespeist, der seinerseits unterhalb vom Meall Horn durch zwei kleine Seen fließt – dem höherliegenden Lochan Ulbha und darunter dem An Dubh-loch. Der nahegelegene Bach Allt Eilidh a' Chleirich, der ebenfalls im Loch Dionard mündet, geht seinerseits vom Lochan Sgeireach aus. Im oberen Einzugsgebiet oberhalb des Loch Dionards befinden sich noch weitere kleine Bäche und Seen. Dieses Einzugsgebiet wurde mittlerweile als ein Naturreservat ausgewiesen – das Gualin National Nature Reserve.

## Verkehrsanbindung
Der Srath Dionard wird kurz vor seiner Mündung in den Kyle of Durness von der A838 road von Scourie nach Durness gequert. Des Weiteren bestehen noch ein paar ungeteerte Fahrstraßen, wie beispielsweise von Carbreck oder Gualin House nach Süden ins hintere Tal, oder eine Verbindung aus dem Tal des Srath Beag zum Loch Dionard.

## Geologie

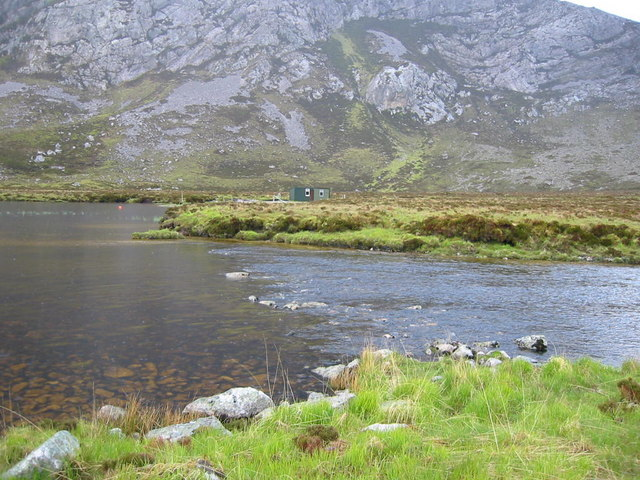
Ausfluss des Loch Dionards und Beginn des Srath Dionards. Im Hintergrund das von Schubspänen des Pipe Rock Members überfahrene Basal Quarzite Member am Nordfuß des Creag Dionards.

Nach Verlassen des Loch Dionards mäandriert der Srath Dionard in einer kleinen rezenten Schwemmebene, die sich aber nach Nordnordwesten zusehends verschmälert. Die Schwemmebene liegt auf dem polymetamorphen Grundgebirge, das hier aus Gneisen des Lewisians aufgebaut ist. Anstehendes Lewisian wird vom Fluss unmittelbar nach Verlassen des Quellsees auf der rechten Talseite unterhalb vom Conamheall (423 Meter) berührt. Auch das Basal Quartzite Member der Ardvreck Group steht hier in unmittelbarer Nähe an, wird aber vom Fluss gerade eben verfehlt. Das Lewisian wird sodann vom Fluss bis zu seinem endgültigen Abbiegen in die Nordostrichtung immer wieder angeschnitten.
Kurz vor Rhigolter (bzw. Ruighaghalldfir) am Westfuß des Beinn Spionnaidhs wird der Fluss auf seiner rechten Seite von einer älteren Flussterrasse begleitet. Ältere Terrasenreste finden sich aber bereits auch etwas weiter flussaufwärts. Etwas später fließt er dann inmitten einer rezenten Niederterrasse. Nur wenige Kilometer vor der Mündung in den Kyle of Durness trifft der Fluss nach Durqueren einer bedeutenden, Nordost-streichenden Störungszone dann auf die eingebrochenen Halbgrabensedimente der Ardvreck Group und der Durness Group, welche mit durchschnittlich 25° leicht nach Ostsüdost einfallen. Die letzte, vor der Flussmündung noch angeschnittene Formation, ist die Eilean-Dubh-Formation.
Das Lewisian des Grundgebirges bildet Teil des Hebriden-Terrans, spezifischer des Rhiconich-Terrans. Die Foliation der Gneise streicht generell Nordwest-Südost. Am Südende des Rhiconich-Terrans fällt die Foliation steil nach Südwesten ein. Weiter gegen Norden nimmt der Einfallswinkel jedoch langsam ab und die Foliation legt sich in seicht-rollende Faltenzüge. Am Oberlauf des Srath Dionards schlägt die Einfallsrichtung der Foliation nach Nordosten um, so dass hier eine große, regional bedeutende Antiklinalstruktur entsteht – die Dionard Antiform. Ihre Nordostseite bildet ebenfalls rollende Faltenzüge. Am Südende des Kyle of Durness versteilt sich erneut der Einfallswinkel auf nahezu senkrechte Werte.

### Kaltzeit
Am Srath Dionard finden sich eindeutige Anzeichen für die letzte Kaltzeit. Insbesondere wird dies durch Gletscherschrammen und Roches moutonnées belegt. Beispiele hierfür finden sich in unmittelbarer Flussnähe auf Lewisian der linken Talseite. Die Fließrichtung der Eismassen war hier Nordnordwest, praktisch parallel zur Talung. Schrammungen finden sich aber auch in wesentlich höheren Lagen auf beiden Talseiten. In Höhenlagen auf der rechten Talseite zeigen die Schrammen nach Nordnordost und rotieren dann schließlich ganz in die Nordostrichtung. Dieser Richtung folgte der Eisstrom schließlich generell, nachdem er sein relativ enges Tal des Oberlaufs verlassen hatte und schließlich in Richtung Kyle of Durness abfloss.
Von Bedeutung sind die Moränen rechts neben dem Loch Dionard, die vom Dionard-Gletscher, einem erneuten Eisvorstoß der Jüngeren Dryas (Englisch Loch Lomond Stadial oder abgekürzt LLS, auch Loch Lomond Readvance) hier zurückgelassen wurden. Die Eismassen wurden zum Teil aus den drei rechten Corries des Foinavens genährt, stammten aber in der Hauptsache aus dem Einzugsgebiet des Srath Dionards um den Meall Horn und darüber hinaus bis in den Glen Golly.

## Photogalerie

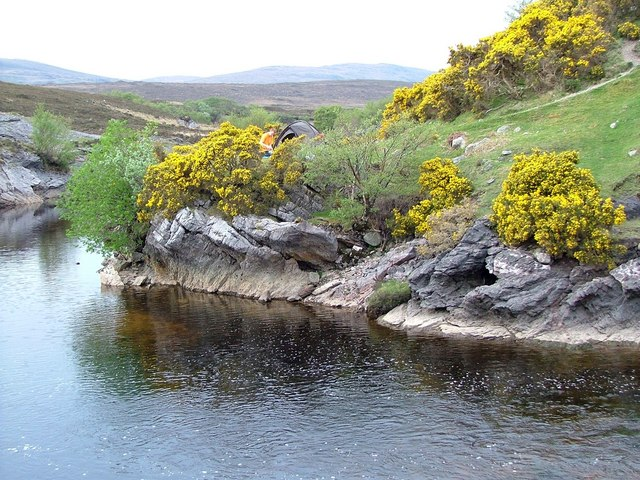
Der Srath Dionard bei Drodhaid Mhòr kurz vor der Mündung in den Kyle of Durness. Der Fluss schneidet hier in die Eilean-Dubh-Formation
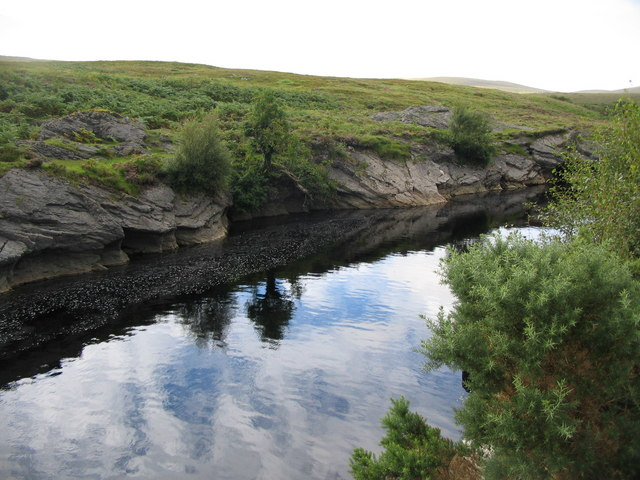
Nur unweit, ebenfalls mit Eilean-Dubh-Formation
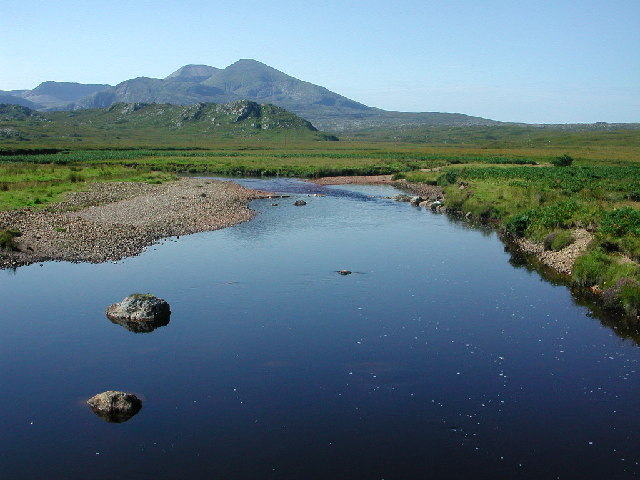
Blick über den Srath Dionard nach Südwesten zum Foinaven